# Lagonosticta rara
L'amaranto becco nero (Lagonosticta rara (Antinori, 1864)) è un uccello passeriforme della famiglia degli Estrildidi.

## Descrizione

### Dimensioni
Misura fino a 11 cm di lunghezza.

### Aspetto
Si tratta di uccelli robusti, muniti di un forte becco appuntito e di forma conica.

La colorazione di questi uccelli è molto caratteristica: nel maschio infatti la livrea è rossa sulla maggior parte del corpo, ad eccezione delle remiganti (che sono di colore bruno), del ventre e della coda (che sono di colore nero), mentre nella femmina il rosso è presente unicamente su fronte e codione ed appena accennato su petto e ventre, mentre ali e dorso sono di colore bruno e la testa è grigia. Anche nella femmina coda, sottocoda e basso ventre sono neri, e sempre in ambo i sessi può essere presente una rada punteggiatura bianca al livello dell'attaccatura delle ali. Gli occhi sono bruno-rossicci con cerchio perioculare rosato, le zampe sono di colore carnicino, il becco è nerastro (da cui il nome comune della specie), con tendenza a schiarirsi sulla mandibola, diventando grigio-avorio, oltre che ad assumere decise tonalità rosse sui lati.

## Biologia
Si tratta di uccelli dalle abitudini diurne, che tendono a vivere in coppie, ma che all'infuori della stagione riproduttiva possono essere osservati anche in piccoli gruppi, a volte in associazione col congenere e molto simile amaranto becco blu.  

### Alimentazione
L'amaranto becco nero è un uccello essenzialmente granivoro, che si nutre perlopiù di piccoli semi che vengono ricercati al suolo: esso integra la propria dieta anche con germogli, bacche, frutta e, specialmente durante il periodo riproduttivo, di invertebrati di piccole dimensioni, soprattutto termiti volanti.

### Riproduzione
La stagione riproduttiva coincide con la fase finale della stagione delle piogge, cadendo infatti in genere fra luglio e novembre. Ambedue i sessi partecipano alla costruzione del nido (una struttura globosa di fili d'erba intrecciati collocata nel folto dei cespugli), nella cova delle uova (che dura circa due settimane) e dei nidiacei, i quali sono in grado d'involarsi attorno alle tre settimane dalla schiusa, tendendo tuttavia a rimanere coi genitori per almeno altre due settimane.
L'amaranto becco nero subisce parassitismo di cova da parte del combassou del Camerun.

## Distribuzione e habitat
Questi uccelli vivono in una vasta area dell'Africa subsahariana, che va dal Senegal sud-orientale al Kenya occidentale.
Il loro habitat d'elezione è rappresentato dalla savana con presenza di alberi e macchie cespugliose, oltre che dalle aree rocciose: colonizzano inoltre le zone coltivate e le piantagioni.

## Tassonomia
Se ne riconoscono due sottospecie:
- Lagonosticta rara rara, la sottospecie nominale, diffusa nella porzione orientale dell'areale occupato dalla specie, dal Camerun al Kenya;
- Lagonosticta rara forbesi Neumann, 1908, diffusa nella porzione occidentale dell'areale occupato dalla specie, dal Senegal alla Nigeria;